# Източна Фландрия
Вижте пояснителната страница за други значения на Фландрия.
Източна Фландрия (на нидерландски: Oost-Vlaanderen) е провинция в Северна Белгия, част от Фламандския регион. Граничи с провинция Западна Фландрия на запад, провинция Ено на юг, провинция Фламандски Брабант на югоизток, провинция Антверпен на североизток и Нидерландия на север. Площта на провинцията е 2982 km², а населението – около 1 505 053 души (по приблизителна оценка от януари 2018 година). Административен център е град Гент.
Провинция Източна Фландрия се подразделя на шест окръга: Алст, Дендермонде, Гент, Ауденарде, Синт Никлас и Екло.